# Ácsgótika

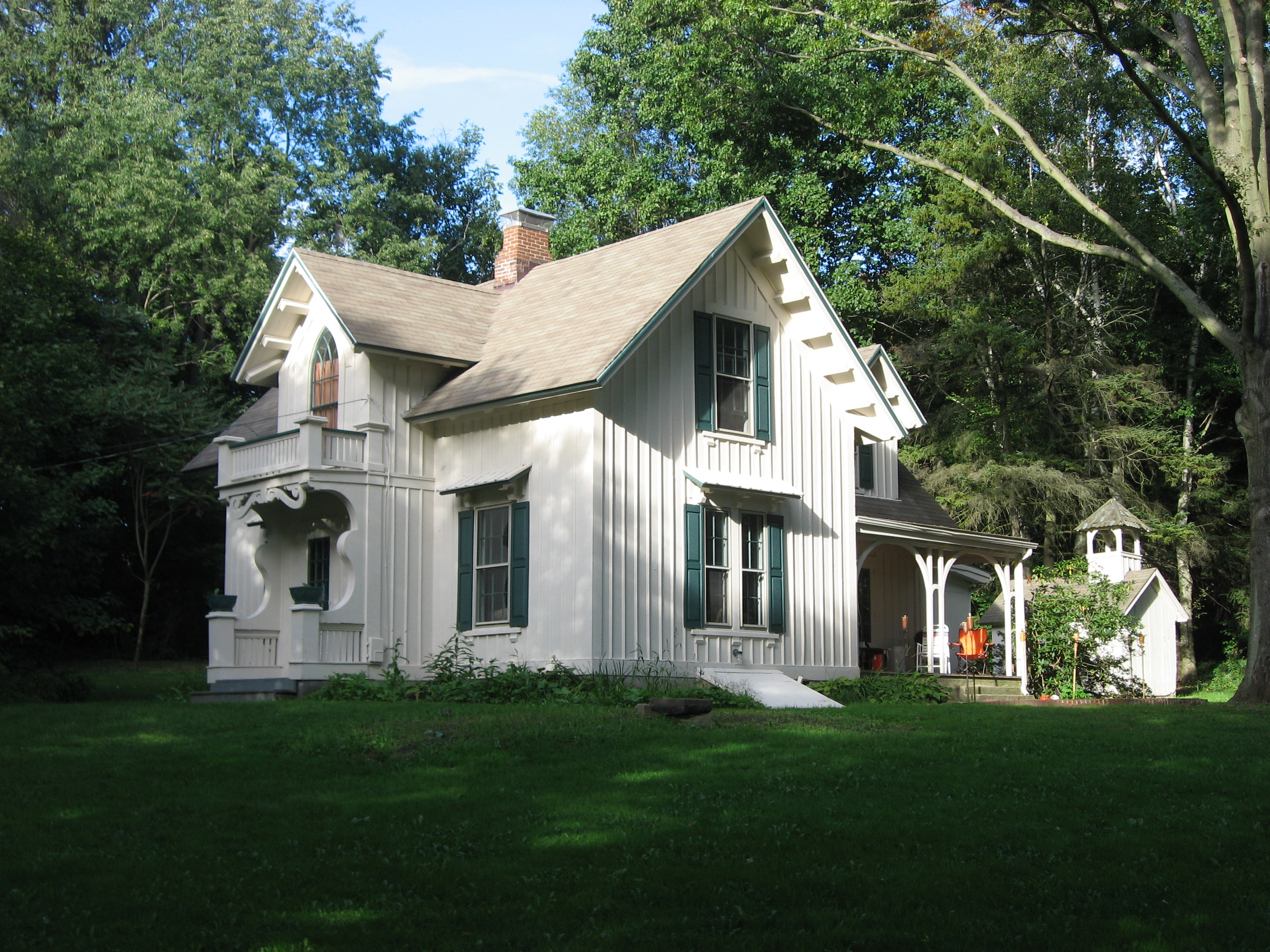
Aaron Ferrey House, Kent, Ohio, egy példa Downing III-as formájára

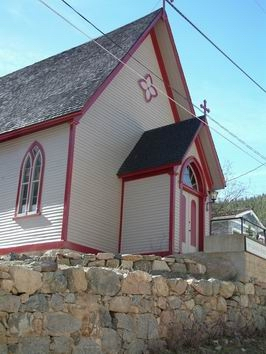
Kegyelem Episzkopális Templom (Georgetown, Colorado)

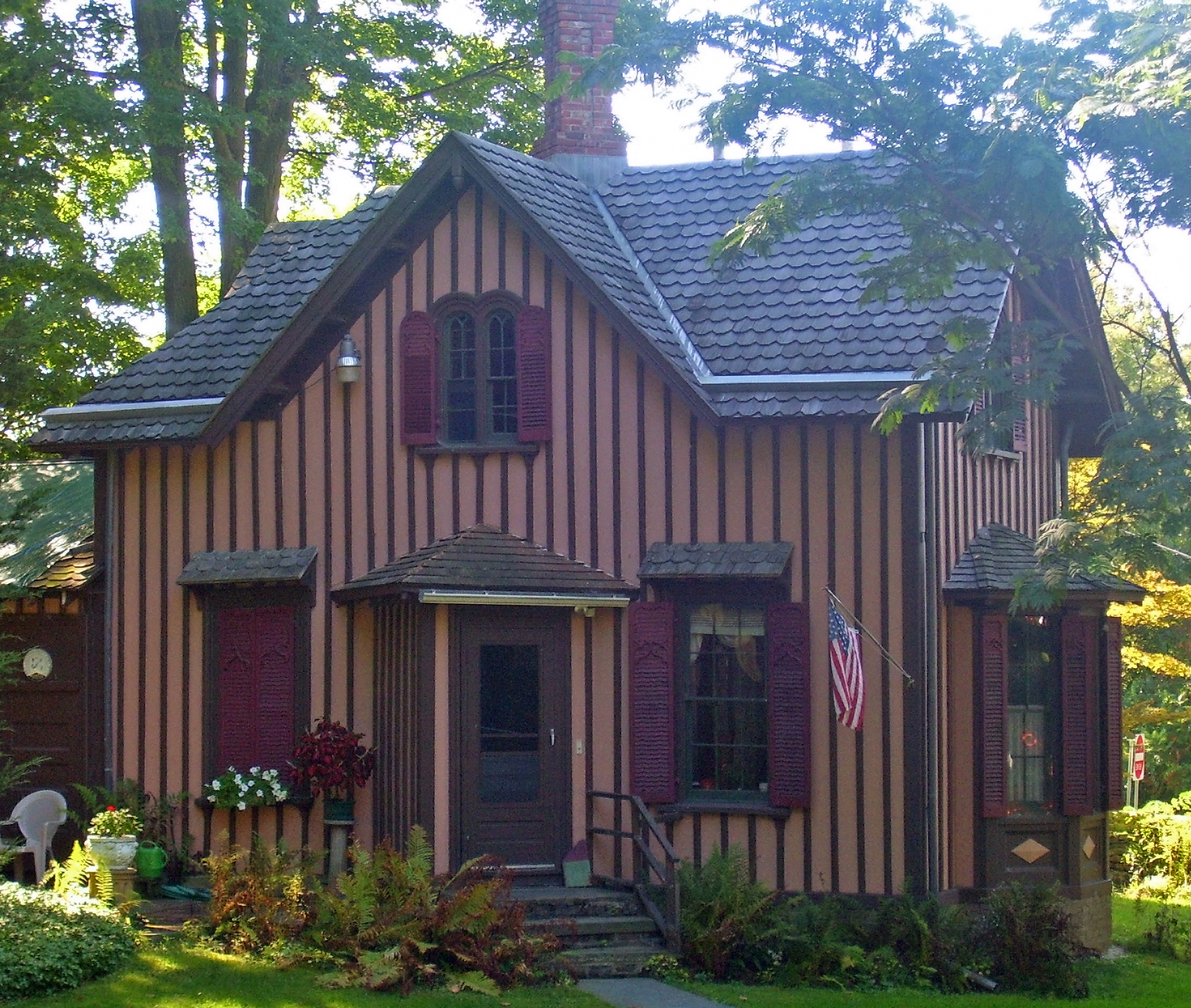
Springside in Poughkeepsie, New York

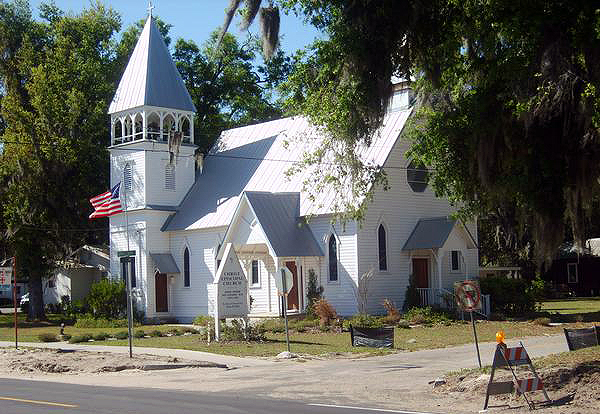
Krisztus templom, Fort Meade, Florida

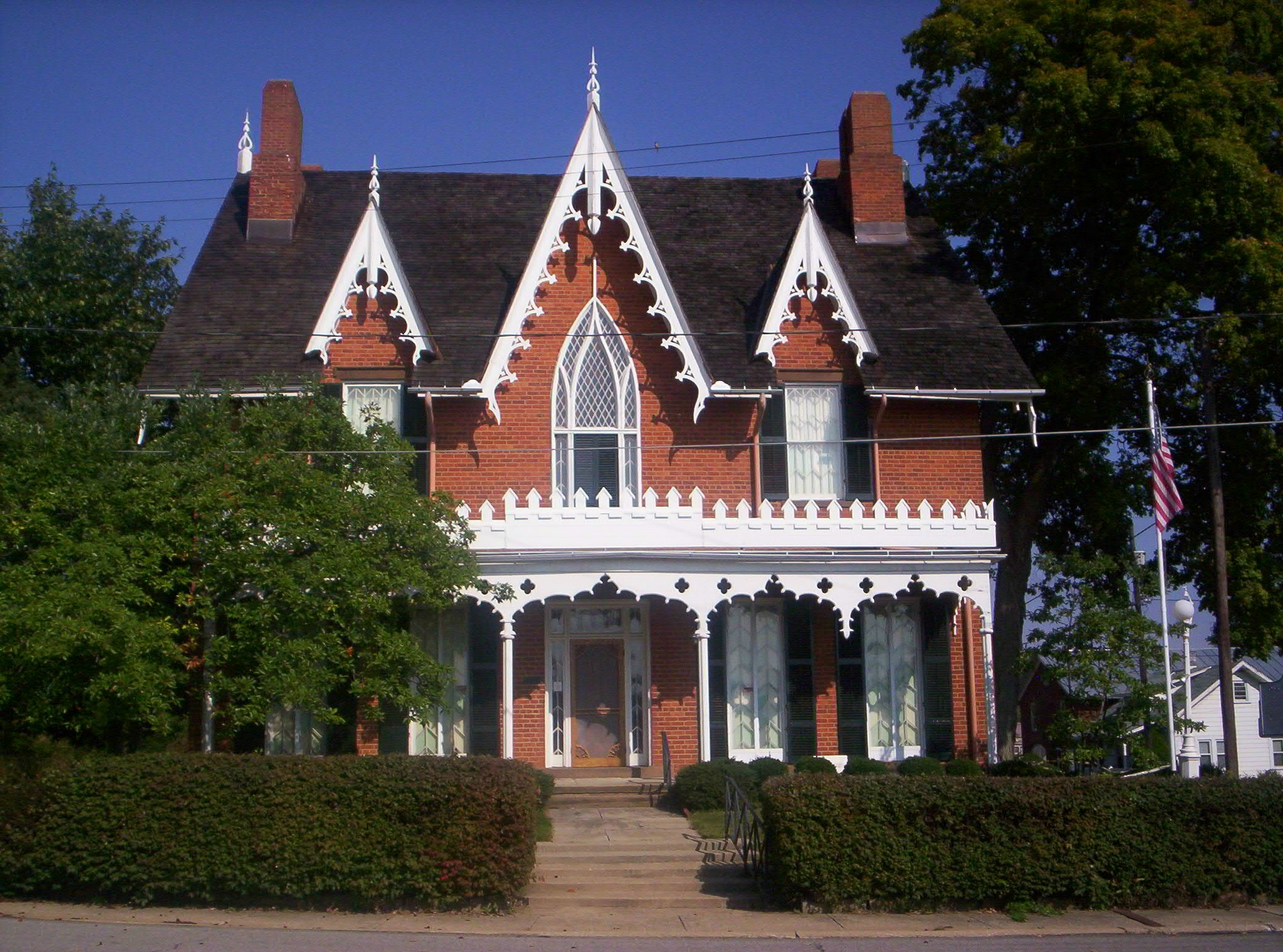
Oak Hill villaház, Mansfield, Ohio: Ács-gótikus vágás egy tégla házon A.J. Davis Rural Residences alapján

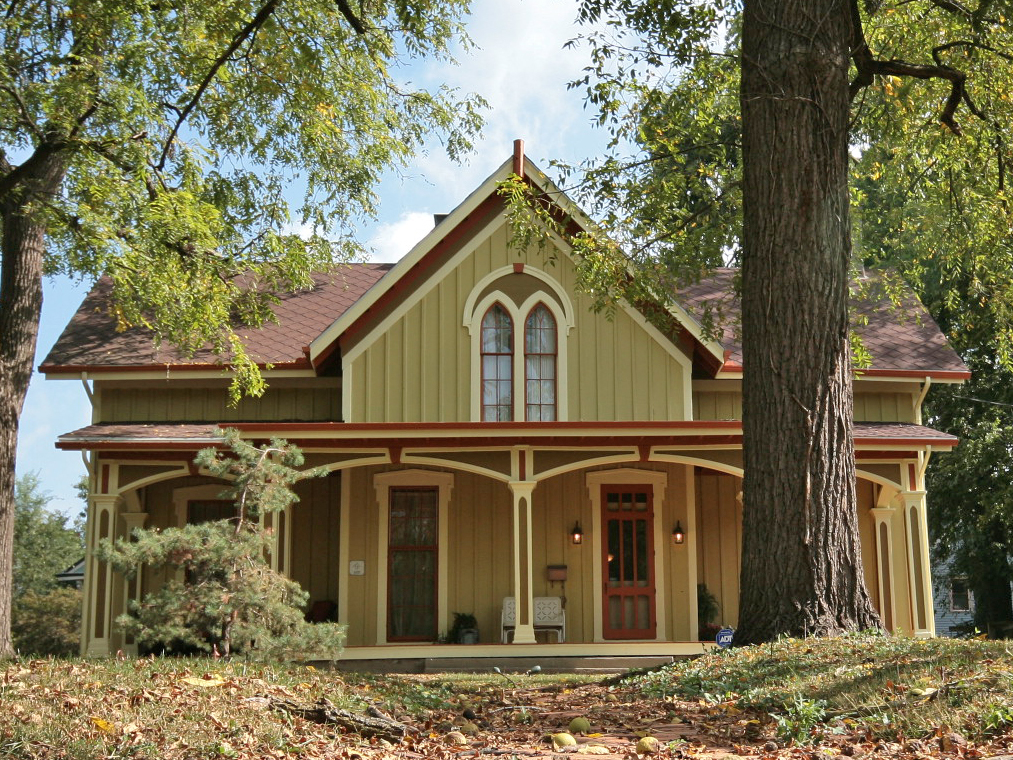
Langdon House, Cincinnati, Ohio, egy példa a gőzhajó-gótikára

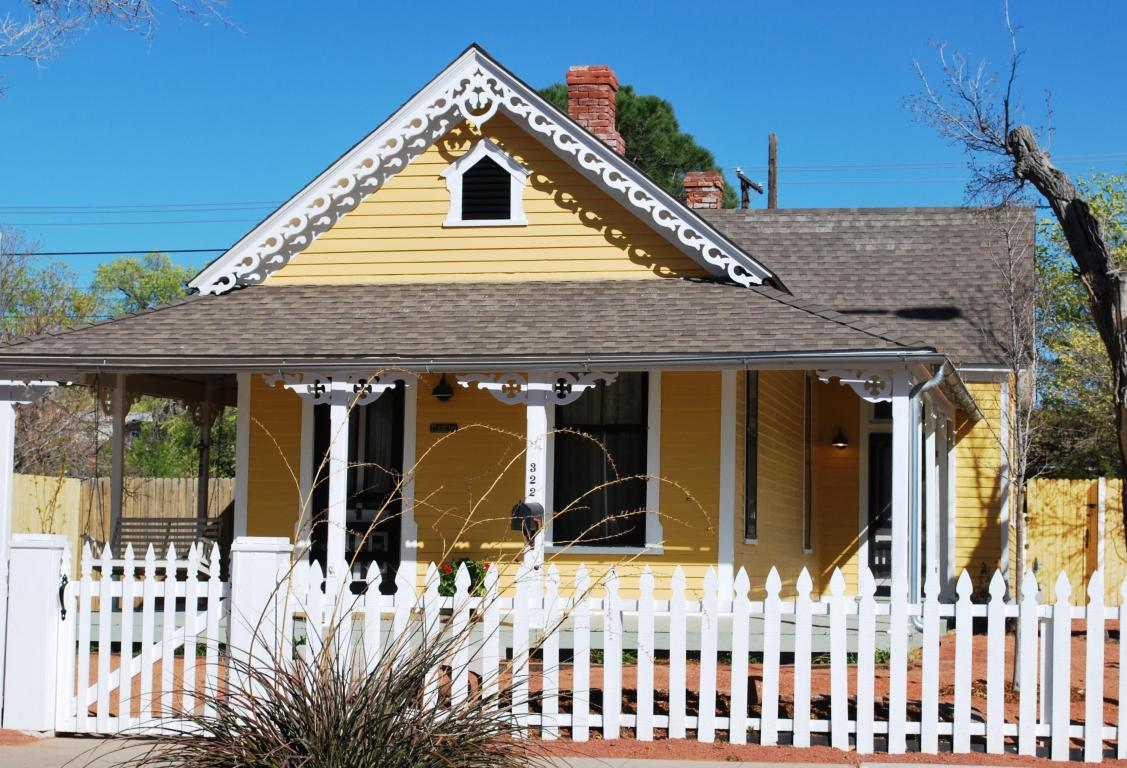
A Seth House Albuquerqueben, Új-Mexikó

Az ácsgótika, olykor ácsok gótikája, és vidéki gótika, egy észak-amerikai építészeti stílustörekvés a neogótikus építészet alkalmazására fastruktúrákra vonatkozóan, melyet ácsok építettek.

## Története
Az ácsgótika stílusban épült templomok és lakóházak a 19. század végén jöttek divatba és váltak elterjedtté Észak-Amerikában. E szerkezetek közös jellemzői a gótika építészetéből merített csúcsos ívek, az ég felé meredeken törő tetőterek, valamint az amerikai kontinensen más építészeti stílusoknál is megjelenő faszerkezet alkotta könnyűszerkezetes épületek. Az újabb faipari vágóeszközök és a tömegtermelésben gyártott faipari termékek kedvező környezetet teremtettek ezen építészeti stílus elterjedéséhez.
A stílus ihlette az egyik leghíresebb amerikai festményt, Grant Wood Amerikai gótika (1930) című alkotását.